# Wola Niedźwiedzia
Wola Niedźwiedzia [pronunciación en polaco: /ˈvɔla ɲɛd͡ʑˈvjɛd͡ʑa/] es un pueblo ubicado en el distrito administrativo de Gmina Wartkowice, dentro del condado de Poddębice, Voivodato de Łódź, en el centro de Polonia. Se encuentra a unos 4 kilómetros al noreste de Wartkowice, a 13 kilómetros al noreste de Poddębice, y a 37 kilómetros al noroeste de la capital regional Łódź.